# La Montagne (Haute-Saône)
La Montagne is een gemeente in het Franse departement Haute-Saône (regio Bourgogne-Franche-Comté) en telt 40 inwoners (2011). De plaats maakt deel uit van het arrondissement Lure.

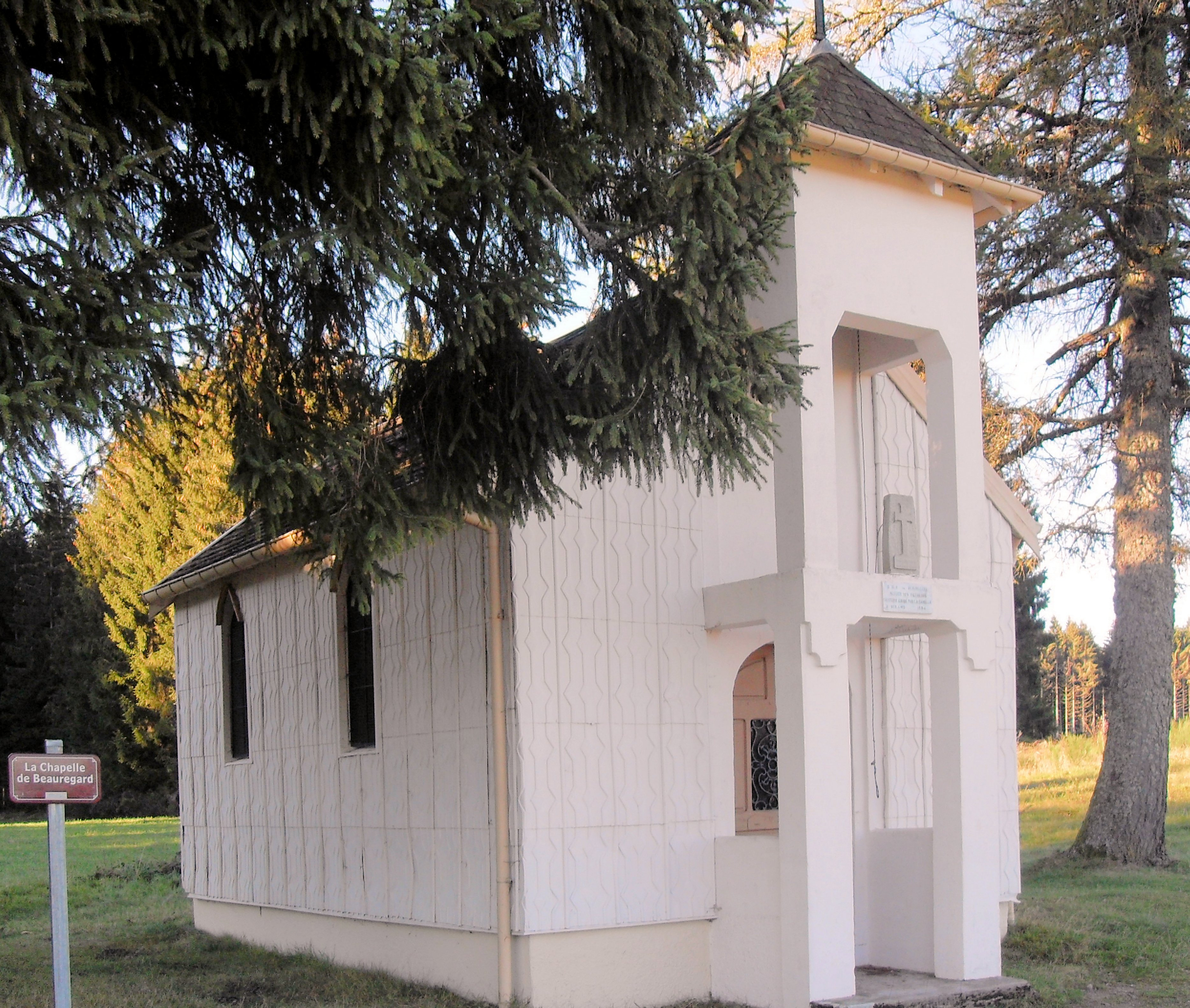
Kapel Notre-Dame
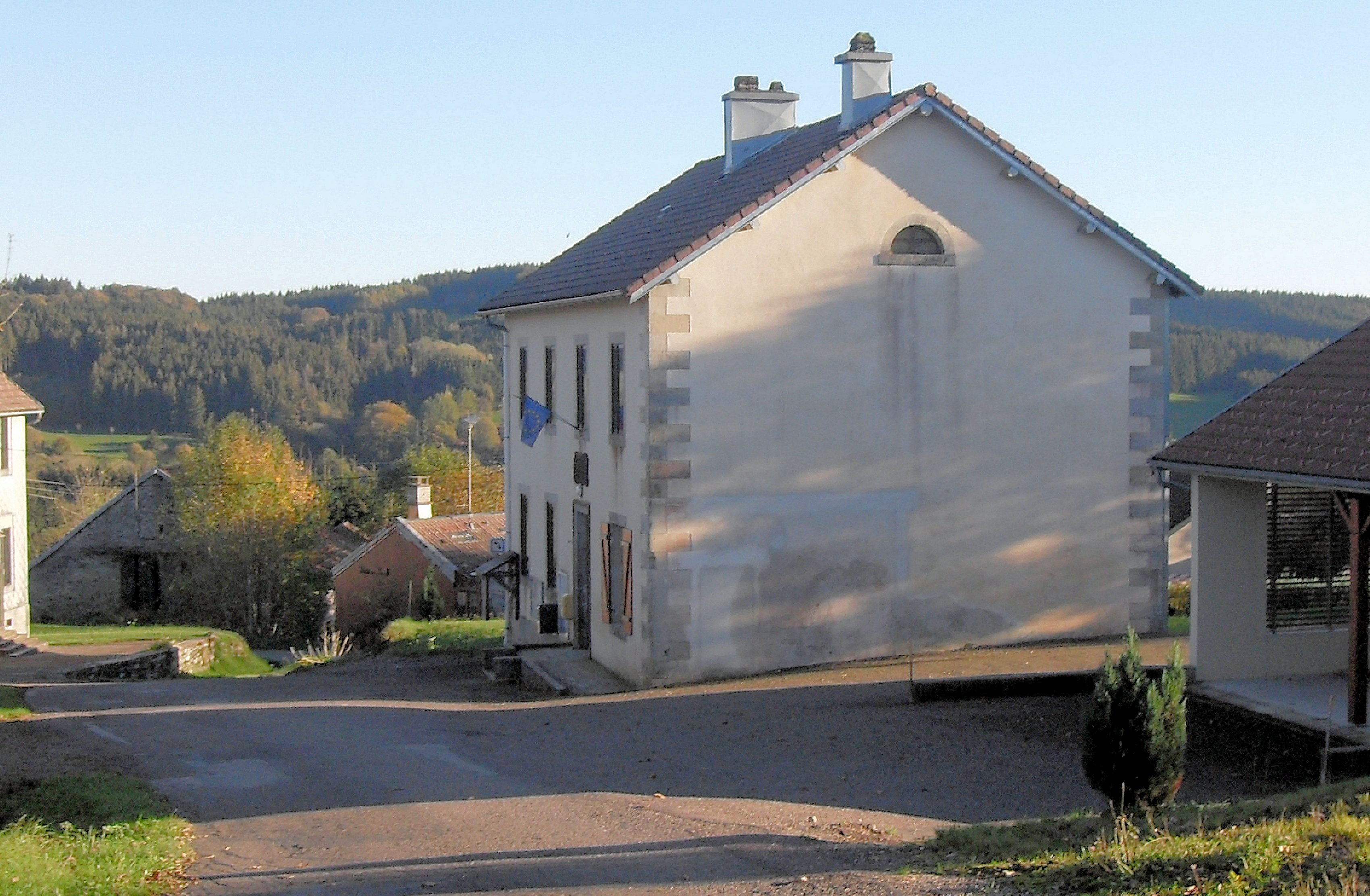
Gemeentehuis

## Geografie
De oppervlakte van La Montagne bedraagt 15,0 km², de bevolkingsdichtheid is dus 2,7 inwoners per km².
De onderstaande kaart toont de ligging van La Montagne (Haute-Saône) met de belangrijkste infrastructuur en aangrenzende gemeenten.

## Geschiedenis
In de Middeleeuwen behoorde La Montagne tot het Vrije Graafschap van Bourgondië en daarbinnen tot het grondgebied van de Bailliage d'Amont. De plaatselijke heerlijkheid was in handen van de heren van Faucogney.
Samen met Franche-Comté ging de plaats definitief over naar Frankrijk met de Vrede van Nijmegen in 1678. La Montagne werd pas na de Franse Revolutie tot een zelfstandige gemeente verheven. Tegenwoordig maakt La Montagne deel uit van de Communauté de communes des Mille Étangs, die 16 dorpen omvat. De gemeente heeft geen eigen kerk; zij behoort tot de parochie van Corravillers.

## Demografie
Onderstaande figuur toont het verloop van het inwonertal (bron: INSEE-tellingen).